# Le Royaume de Matto
Le Royaume de Matto est un roman policier de Friedrich Glauser publié en janvier 1936. C'est le deuxième roman qui met en scène l'inspecteur Studer et il se déroule dans une clinique psychiatrique imaginaire.
Le titre de ce roman s'explique par les propos d'un personnage, un patient qui parle du règne de l'esprit de la folie, matto signifiant « fou » en italien.
Le roman a été adapté au cinéma en 1947 sous le titre Meurtre à l'asile. Le film a été réalisé par Leopold Lindtberg, Heinrich Gretler y incarne l'inspecteur Studer.

## Résumé
L'inspecteur Studer est envoyé à la clinique psychiatrique de Randlingen, son directeur, Ulrich Borstli, ainsi qu'un patient, Pieterlen, ont disparu durant la nuit...

## Parallèles avec la réalité de l'hôpital psychiatrique de Münsingen
Au moment où ce roman policier paraît, Friedrich Glauser a déjà été interné à de nombreuses reprises dans différents hôpitaux psychiatriques en Suisse, dont celui Münsingen, notamment dans le but de le libérer de sa dépendance aux opiacés. Cependant, ses contemporains y voient un roman à clef et considèrent que Glauser a transposé la réalité de l'hôpital psychiatrique de Münsingen (situé dans le canton de Berne) dans celle de la clinique imaginaire de Randlingen. En particulier, le personnage du médecin-chef Roman Ernst Laduner est considéré comme étant le double du psychiatre Max Müller, tandis que le directeur de la clinique Ulrich Borstli est considéré comme étant le double du directeur de l'hôpital Ulrich Brauchli.
Max Müller, alors médecin-chef de Münsingen, se reconnaît lui aussi dans ce personnage du docteur Laduner et souhaite faire interdire sa parution, ce dont le Conseiller d’État à la santé du canton de Berne, Henri Mouttet, le dissuade, arguant d'une part qu'Ulrich Brauchli perdrait vraisemblablement une plainte en diffamation et qu'une action judiciaire ne ferait qu'accroître les ventes du roman.
Dans le Royaume de Matto, Friedrich Glauser décrit différentes méthodes de traitement qui étaient effectivement utilisées à l'hôpital psychiatrique de Münsingen à l'époque : 
- la psychanalyse (Friedrich Glauser a entamé une cure psychanalytique avec Max Müller en 1927 alors qu'il était interné à l'hôpital de Münsingen, une cure qui dura un an au total);
- la cure le sommeil , développée par Jacob Klaesi[3] (Max Müller emploie cette méthode et tente de trouver un narcoleptique moins létal que celui utilisé Klaesi, qui entraîne le décès de près de 5% de patients ;
- l'insulinothérapie (introduite par Max Müller à l'hôpital de Münsingen dès 1935 ; Max Müller est le premier à introduire cette méthode en Suisse après l'avoir étudiée directement auprès de son inventeur à Vienne, Manfred Sakel[4].En raison son taux de létalité de près de 1%, Max Müller abandonne cette méthode et utilise dès 1939 l'électrothérapie, faisant là aussi œuvre de pionnier en Suisse).